# On (digramme)
Cette page contient des caractères spéciaux ou non latins. S’ils s’affichent mal (▯, ?, etc.), consultez la page d’aide Unicode.
Pour les articles homonymes, voir ON.
On (minuscule on) est un digramme de l'alphabet latin composé d'un O et d'un N. 

## Linguistique
- En français le digramme « on » représente généralement, devant une consonne autre que m b ou p (sauf exception, comme bonbon), une voyelle mi-ouverte postérieure arrondie nasalisée ([ɔ̃] dans l’API).
- En portugais le digramme « on » représente généralement une voyelle mi-fermée postérieure arrondie nasalisée ([õ] dans l'API).

## Représentation informatique
À la différence d'autres digrammes, il n'existe aucun encodage du On sous la forme d'un seul signe. Il est toujours réalisé en accolant les lettres O et N.